# 사진

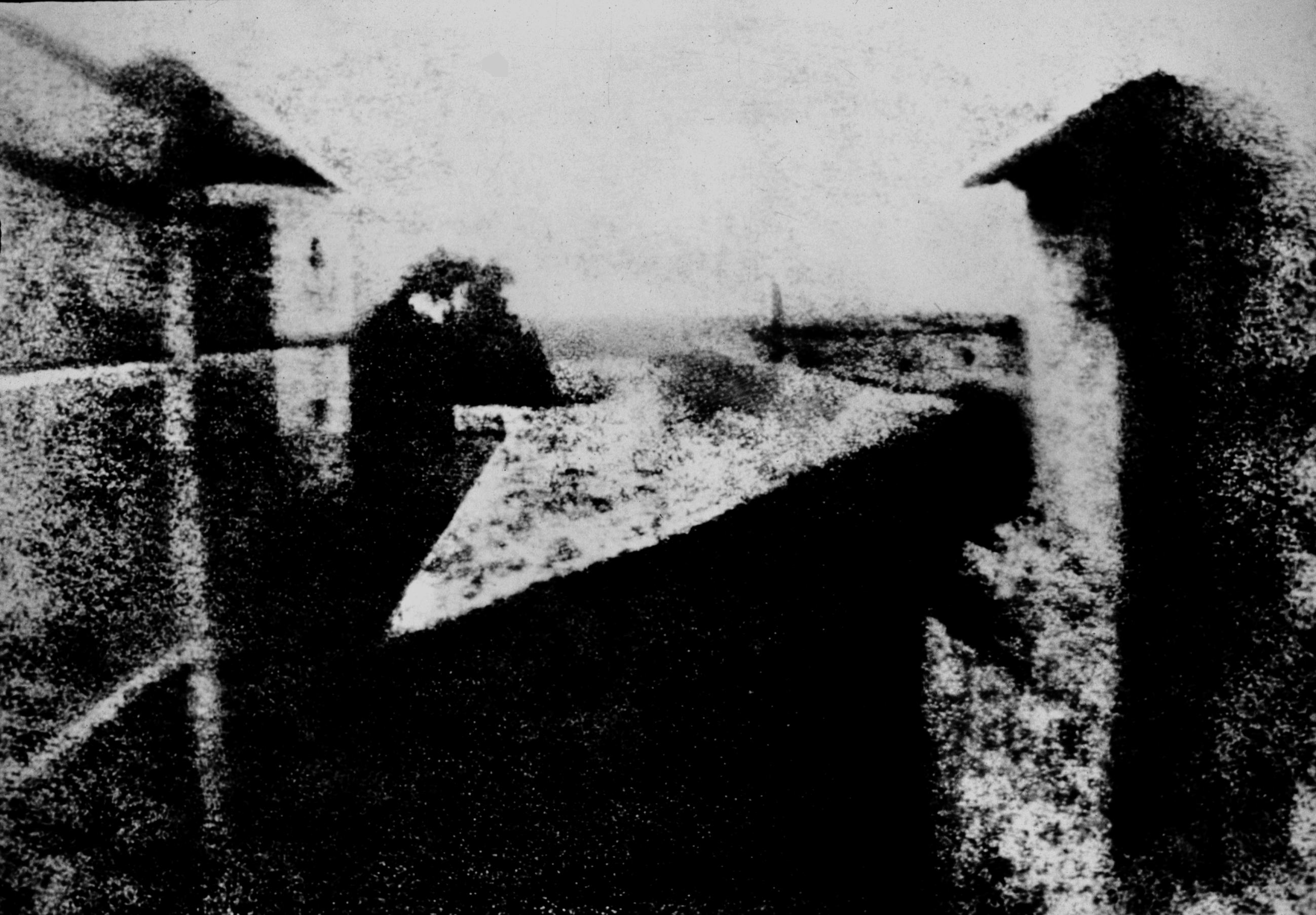
니에프스가 찍은 세계 최초의 사진으로 추정되는 사진. 촬영하는 데 8시간이 걸렸다.

물리학적으로 사진(寫眞 또는 光畵, Photograph)은 물체에서 반사된 빛과 같은 전자기적 발광을 감광성 기록재료 위에 기록하여 얻은 빛 그림, 즉 광화상을 말한다. 사진은 보통 사진기로 만들어지는데, 사진기는 빛을 모아 사진 필름이나 CCD 또는 CMOS와 같은 이미지 센서에 초점을 맞추어 상을 맺히게 한다. 그리스어의 'photos'(빛)와 'graphien'(그리다)에서 유래한 말로, 1839년 존 F. W. 허셜 경이 처음 사용하였다.
한국어에서 '사진'의 뜻은 아래와 같다.
1. 사진기로 대상의 영상을 인화지에 찍어 내는 기술.
2. 인화지에 찍힌 피사체의 영상.
3. 이러한 기술을 도구로 사용하는 예술의 한 분야 등의 뜻을 가진다.

또한 한국어에서는 사진을 찍는 일을 직업으로 하는 사람은 사진사, 예술 활동으로서 사진을 찍는 사람을 사진작가, 사진에 대한 전문 지식과 기술을 갖춘 사람을 사진가로 분류하기도 한다.

## 역사

### 기원
사진은 포토그라피라는 그리스어에서 기원되었다. 사진이 발명되기 이전에도 빛을 평면에 투영하려는 시도는 이미 진행되고 있었다. 16세기 무렵 화가들은 보다 사실적인 그림을 그리기 위해 카메라 옵스큐라(Camera Obscura)라는 장치를 이용했다. 라틴어로 어두운 방이라는 의미인 카메라 옵스큐라는 어두운 방의 한쪽 벽에 작은 구멍을 뚫어 그 반대편 벽에 외부 정경의 역상(逆像)이 맺히게 하는 장치였다. 카메라 옵스큐라는 오늘날 우리가 사용하는 카메라의 원형이지만 아직 빛을 물체에 정착시키는 기능이 없었다. 이는 당시에 회화의 보조적인 수단으로 활발하게 사용되었는데 초기에는 지금의 핀홀카메라처럼 렌즈가 없는 형태였다가 나중에는 보다 선명한 화질을 얻기 위해 렌즈를 부착하는 형태로 발전했다. 이처럼 빛을 통해 상을 맺히게 하여 초상화를 그리는 것을 실루엣 초상기법(profilograph)라고 부른다. 카메라 루시다(Camera Lucida)는 프리즘을 사용하여 그리는 대상과 현재 자신이 그리는 것을 동시에 보게 하여 그림을 그릴 때 도움이 되었다.
부유한 평민들이 늘어남에 따라 회화의 수요는 늘어났지만 실력있는 화가들은 많지 않았다. 이 상황에 자연과학의 진보가 겹쳐, 맺혀있는 상들을 영구적으로 고착시키는 법을 찾고자 했다. 독일인 하인리히 슐츠(Heinrich Schultz)에 의해서 빛의 노출에 따라 질산은의 색깔이 변하는 화학적 반응이 발견되었고 영국인 토마스 웨지우드(Thomas Wedgewood)는 이런 발견을 토대로 빛을 물체에 정착시킬 수 있는 가능성을 실험했다. 그리고 질산은 용액에 담근 종이나 가죽을 카메라 옵스큐라에 장착하여 상을 물체에 일시적으로 고정시키는 것에 성공했지만 끝내 상을 영구적으로 정착시키는 방법을 찾지 못해 결국 성공직전에 막히고 만다. 웨지우드는 실험들을 통해 카메라 개발의 원칙을 세우게 된다.

### 최초의 사진
카메라 옵스큐라에 투영된 영상을 감광판으로 포착해 영구적으로 상을 물체에 정착시킨 최초의 사람은 프랑스의 조세프 니세포르 니에프스(Joseph Nicéphore Niépce)였다. 니에프스는 유태의 비투먼(bituman, 역청)이라는 천연 아스팔트가 빛의 노출에 따라 굳는 성질을 이용해서 8시간의 오랜 노출 끝에 1826년 <그라의 창문에서 바라본 조망>이라는 인류 최초의 사진을 탄생시킨다. 그는 이것을 헬리오그래피(heliography)라고 하였는데 헬리오그래피는 태양광선으로 그리는 그림이라는 뜻이다. 하지만 노출 시간이 너무 길기 때문에 광원이 이동하게 되었고, 상업화는 되지 않았다.
사진술 연구에 큰 관심이 있던 프랑스인 루이 쟈크 망데 다게르(Louis Jacques Mandé Daguerre)는 니에프스의 성과를 더욱 발전시켜 은도금 동판과 요오드를 이용해 1837년 다게레오타입(Daguerreotype) 즉, 다게르의 은판 사진술을 완성하는데 성공한다. 다게레오타입은 사실상 인류 최초의 카메라라고 할 수 있으며 비교적 짧은 노출시간과 선명한 결과물을 기반으로 상업화에 성공해 선풍적인 인기를 끌었다. 비교적 짧다고 하지만 여전히 사람을 찍기에는 길었고, 때문에 건축물을 주로 촬영했다. 카메라와 현상 장비가 비싸기도 했고, 같은 사진을 복사할 수 없다는 단점이 있었다. 따라서 사진을 그림으로 복제한 뒤, 화가가 사람이나 마차와 같은 것들을 그려넣고 채색을 하는 경우도 있었다. 1840년, 다게르는 새로운 카메라를 개발하였는데, 20배 밝은 개량 렌즈와 감광판 도금을 통해 선명한 명암을 표현했으며, 노출시간이 1분 정도로 축소되었다.
1841년 영국의 윌리엄 헨리 폭스 탈보트(William Henry Fox Talbot)는 금속을 원판 재료로 하는 기존의 방식과는 다른 종이 인화법인 칼로타입(calotype)을 발표했는데 이는 음화 상태로 감광판에 영상을 포착해 여기서 양화를 만들어내는 방법으로서 이를 통해 대량의 복제를 가능케 했다. 하나의 음화에서 수많은 양화를 만들어 낼 수 있는 오늘날 사진술의 개념은 탈보트에서 시작했다고 볼 수 있다. 칼로타입은 부드러우면서 선명하게 표현되었는데 이는 유화적인 편안함을 주었다. 때문에 다게레오타입은 기록을, 칼로타입은 예술을 위한 것이라는 평가를 받았다.

### 카메라와 사진의 보급
이후 본격적으로 카메라와 사진이 보급되기 시작하면서 이에 관한 연구와 성과들이 지속되었다. 사진의 원판(plate) 같은 경우에는 1851년 영국인 스코트 아처의 콜로디온 습판의 발명, 1871년 매독스의 젤라틴 건판의 발명으로 이어졌다. 1889년에는 이스트먼 코닥사에서 셀룰로이드를 두루마리처럼 말아서 제조한 롤필름(roll film)을 생산해서 판매하기 시작했다. 당시 코닥사는 "You press the button, we do the rest."라는 광고를 앞세우며 시장에 진입했다. 사람들은 이제 사진만 찍으면 되고 현상은 코닥사에 맡기면 되었다. 이렇게 사진 현상까지 대신 해주는 기업이 등장하면서 사진 현상을 위한 복잡한 도구를 개인이 가질 필요가 없게 되었고 누구나 쉽게 사진 촬영이 가능한 시대가 되었다. 그리고 1925년 작고 가벼운 라이카 카메라의 등장으로 카메라의 휴대성이 눈에 띄게 높아졌다. 이로서 사진은 이제 전문가뿐만이 아니라 일반인도 쉽게 찍을 수 있는 것이 되었고, 고정된 장소가 아니라 다양한 장소에서 자유롭게 촬영할 수 있게 되었다. 당시 이러한 기술적인 발전 덕분에 스냅사진이 유행하기 시작했는데 이 당시 대표적인 사진 작품으로는 앙리 브레송의 <결정적 순간>이 있다. 20세기 중반 이후에는 컬러 필름이 등장했고 카메라는 자동 초점 기능과 자동 노출 기능 등과 같은 기술적 발전을 거듭해 왔다. 20세기 후반에 들어와서는 빛을 이미지 센서로 받아들여 디지털 정보로 기록하는 디지털 카메라가 등장하면서 21세기에 들어 필름 카메라의 시대가 저물고 사진과 카메라는 사람들에게 더욱 일상화되어 가고 있다. 한국에서는 1970년대 후반 경부터 컬러 사진을 찍을 수 있는 카메라가 생겼다.

### 한국 최초의 사진
조선에서는 쇄국정책을 펼치던 시기였고, 타국가와의 교류는 공식적인 사절단 파견으로 이루어졌다. 최초로 사진과 접촉했던 한반도 출신 인물은 이의익을 위시한 연행사들인데, 이들은 1862년에 청나라 베이징에 가서 1863년 1월 29일(양력 3월 18일)에 러시아 공사관에서 러시아인 사진관들에게 직접 의뢰해 사진을 찍었다. 이에 대한 기록은 『연행일기』로 알 수 있는데 이는 이의익의 수행원인 이항억이 개인적으로 기록한 사행록을 통해 남긴 것으로 밝혀졌다.

## 같이 보기
- 사진가
- 사진기
- 사진술
- GIF